# Hard ’n’ Heavy
Hard ’n’ Heavy ist das erste Album der kanadischen Metal-Band Anvil. Es wurde im Mai 1981 vom Label Attic Records veröffentlicht. Ursprünglich unter dem Bandnamen Lips bei einem Independent-Label veröffentlicht, wurde es wenig später unter dem Namen Anvil auf Wunsch des Labels herausgebracht, da es bereits eine Gruppe gleichen Namens gab. Anders als bei späteren Alben der Band dominiert hier noch ein starker Hardrock-Einschlag, während sich die Lieder textlich fast ausschließlich mit Themen wie Liebe, Sex und Groupies befassen.

## Entstehung
Als das Album aufgenommen wurde, existierte die Band bereits drei Jahre. Nach der offiziellen Biographie von Lips und Robb Reiner, Anvil: Die Geschichte einer Freundschaft, hatten sich die Musiker in diversen Clubs in Kanada, in denen sie zwei bis drei Sets pro Tag spielten, einen Namen gemacht. In dieser Zeit konnten die Mitglieder nach eigenen Angaben, insbesondere Kudlow und Reiner selber, ihre musikalischen Fähigkeiten an den Instrumenten verbessern und  fast alle Lieder schreiben, die auf Hard ’n’ Heavy Verwendung finden sollten. Bis dahin nannte sich die Gruppe noch Lips, Spitzname des Leadgitarristen und Sängers Steve Kudlow, und sorgte mit ihrem ausgefallenen Aussehen und mit speziellen Einlagen (zum Beispiel einer Galgenschlinge, die an der Decke befestigt war oder einem elektrischen Dildo, den Kudlow für längere Gitarrensolo-Einlagen verwendete und der auch heute noch Bestandteil eines jeden Konzertes ist) für Aufsehen bei den Zuschauern. Im Laufe dieser Zeit wandte sich die Band immer mehr einem Leder- und Elastan-Outfit zu, das von der BDSM-Szene inspiriert war, zu und konnte zusammen mit den anzüglichen Texten und einer damals musikalisch neuen Härte das Publikum für sich gewinnen. Über einen Bekannten der Band kam es zu einem Treffen mit Al Mair von Attic Records, der ihnen einen Plattenvertrag über mehrere Alben ermöglichte. Kudlow und Reiner zufolge stellte das Label allerdings die Bedingung, dass sämtliche Einnahmen aus den Albumverkäufen nicht an die Bandmitglieder, sondern an deren Mitarbeiter ausgezahlt würden. Trotzdem willigte die Band ein, was laut Anvil einer der Gründe für folgenschwere Entwicklungen in den darauf folgenden Jahren gewesen sei.
Mit der Entscheidung, das Album Hard ’n’ Heavy zu nennen, begründete die Gruppe auch die Tradition, Albennamen mit Alliterationen zu verwenden, noch bevor das Albumcover mit der Darstellung eines Amboss verziert wurde.

## Stil
Auf Hard ’n’ Heavy sind noch deutlich die Einflüsse anderer Hardrock-Bands, wie beispielsweise Cactus, MSG, AC/DC zu hören. Bands wie Black Sabbath, Budgie, Iron Maiden, Motörhead und Judas Priest existierten zwar schon und konnten auch Veröffentlichungen und Erfolge vorweisen, waren aber während der Anfangszeit von Anvil noch nicht so etabliert, als dass sie einen Einfluss für die Gruppe, die sich auf ältere Musikgruppen berief, hätten darstellen können. Außerdem war der Heavy Metal als solcher noch nicht in Kanada bekannt, sodass die Band ein Novum darstellte. Deshalb ist Hard ’n’ Heavy dem Hardrock zuzuordnen, wobei die Produktion des Albums und die Spieltechnik der Mitglieder selbst für Hardrock-Verhältnisse hart ausfiel und wegweisend für die nächsten Alben werden sollte. Mit Liedern wie AC/DC, Paint It Black (aus dem Repertoire der Rolling Stones), I Want You Both (With Me) und Hot Child sind für den Hardrock typische Midtempo-Stücke genauso vertreten wie schnellere Uptempo-Nummern (School Love, Bedroom Game, Bondage) und langsamere, melodische Stücke wie At the Apartment und Oh Jane. Kudlows Gesang ist sehr hoch und erinnert teilweise an die Stimme von Rob Halford, während der Gesang von Rhythmusgitarrist Dave Allison in zwei Liedern etwas beliebiger ausgefallen ist.

## Cover
Die unter dem Bandnamen „Lips“ veröffentlichte Erstauflage des Albums hatte ein schlichtes Cover: Auf weißem Grund war der rote Abdruck eines Kussmundes durch Lippenstift zu sehen. Erst mit der Umbenennung in Anvil kam das – aus heutiger Sicht klassische – Albumcover mit dem von Ketten aufgestützten Amboss, auf den ein Funken versprühender Hammer schlägt, dazu.

## Titelliste
| Nr.          | Titel                                            | Autor(en)                   | Länge |
| ------------ | ------------------------------------------------ | --------------------------- | ----- |
| 1.           | School Love                                      | Steve Kudlow, Robb Reiner   | 03:15 |
| 2.           | AC/DC                                            | Kudlow                      | 04:41 |
| 3.           | At the Apartment                                 | Kudlow, Reiner              | 05:22 |
| 4.           | I Want You Both (With Me)                        | Dave Allison                | 03:22 |
| 5.           | Bedroom Game                                     | Kudlow, Reiner              | 04:01 |
| 6.           | Ooh Baby                                         | Kudlow, Reiner              | 02:56 |
| 7.           | Paint It Black (Original von den Rolling Stones) | Mick Jagger, Keith Richards | 03:54 |
| 8.           | Oh Jane                                          | Kudlow, Reiner, Allison     | 04:54 |
| 9.           | Hot Child                                        | Kudlow, Allison             | 04:11 |
| 10.          | Bondage                                          | Kudlow                      | 04:31 |
| Gesamtlänge: | Gesamtlänge:                                     | Gesamtlänge:                | 41:07 |

### Informationen zu den einzelnen Stücken
- School Love handelt von den sexuellen Vorlieben bei Schulmädchen.
- AC/DC  ist nach der im Lied vorhandenen a-c-d-c Tonfolge benannt.
- At the Apartment ist der längste Song des Albums, der auch ruhiger und melodischer ausgefallen ist als die anderen Stücke. Auch bei den beiden Folgealben befindet sich das längste Stück, das melodischer als die anderen Stücke ist, an dritter Stelle. Thematisch behandelt das Lied den Sexualakt eines Freundes der Band, nachdem er aus dem Gefängnis entlassen wurde.
- I Want You Both (With Me) handelt davon, wie Dave Allison, der das Stück singt, eine Zuneigung zu zwei Frauen gleichzeitig hat, während er in
- Oh Jane die Sehnsucht von Robb Reiner zu seiner während der Tourneen abwesenden Freundin und späteren Ehefrau Jane, mit der er bis heute verheiratet ist, thematisiert. Da sie neben Kudlow und Reiner die einzige Person ist, die durchgehend die Entwicklung der Band von ihrer Gründung bis heute miterlebt hat, wurde sie vom Schlagzeuger auch als das eigentliche „dritte Bandmitglied“ bezeichnet.
- Bondage setzt sich textlich mit S&M-Praktiken auseinander. Das besondere an diesem Lied ist außerdem, dass auf dem Album wie auch auf den damaligen Konzerten im letzten Drittel des Liedes Allison und Dickson aufhören zu spielen und Kudlow nur in Begleitung des Schlagzeuges ein längeres Solo spielte.[5]

## Kritiken
Das Album wurde zum Zeitpunkt seiner Veröffentlichung sowohl von der kanadischen Presse als auch von der Plattenfirma positiv aufgenommen. Infolgedessen wurden Anvil regional bekannt und konnten sich eine treue Fangemeinde sichern. Auch heute, nach über 30 Jahren, gilt Hard ’n’ Heavy zusammen mit Metal on Metal und Forged in Fire als Klassiker bei der Band und den Fans. Dies zeigt sich auch darin, dass keines der folgenden Alben trotz Steigerungen im Songwriting und im technischen Anspruch die Popularität der ersten drei Alben erreichte, was Kudlow selber bestätigte, als er in einem Interview mit metalfactory.de diese als Klassiker angab: „Ich mag diese [drei Platten]. Das sind großartige Alben und sie repräsentieren in reiner Form alles, was Anvil ausmacht.“ Bei powermetal.de schrieb Redakteur Martin Loga 2007: „Zumindest die ersten drei Alben der Band … bieten absolut genialen, kraftvollen Metal ohne Schnörkel. Leider hatten sich neuere ANVIL-Alben in den letzten Jahren nicht so gut verkauft, obwohl sich am Sound der Band nie großartig etwas verändert hat.“ Auch beim Review zum 2013er Album Hope in Hell vom Stormbringer.de-Magazin gab Autor an: „… an die Qualität der ersten drei Alben kommen ANVIL [mit Hope in Hell] aber bei Weitem nicht heran“. Trotzdem konnten sich von Hard ’n’ Heavy einzelne Songs wie ‚Ohh Baby‘ bis heute im Live-Set der Band halten.